# Salma Baccar

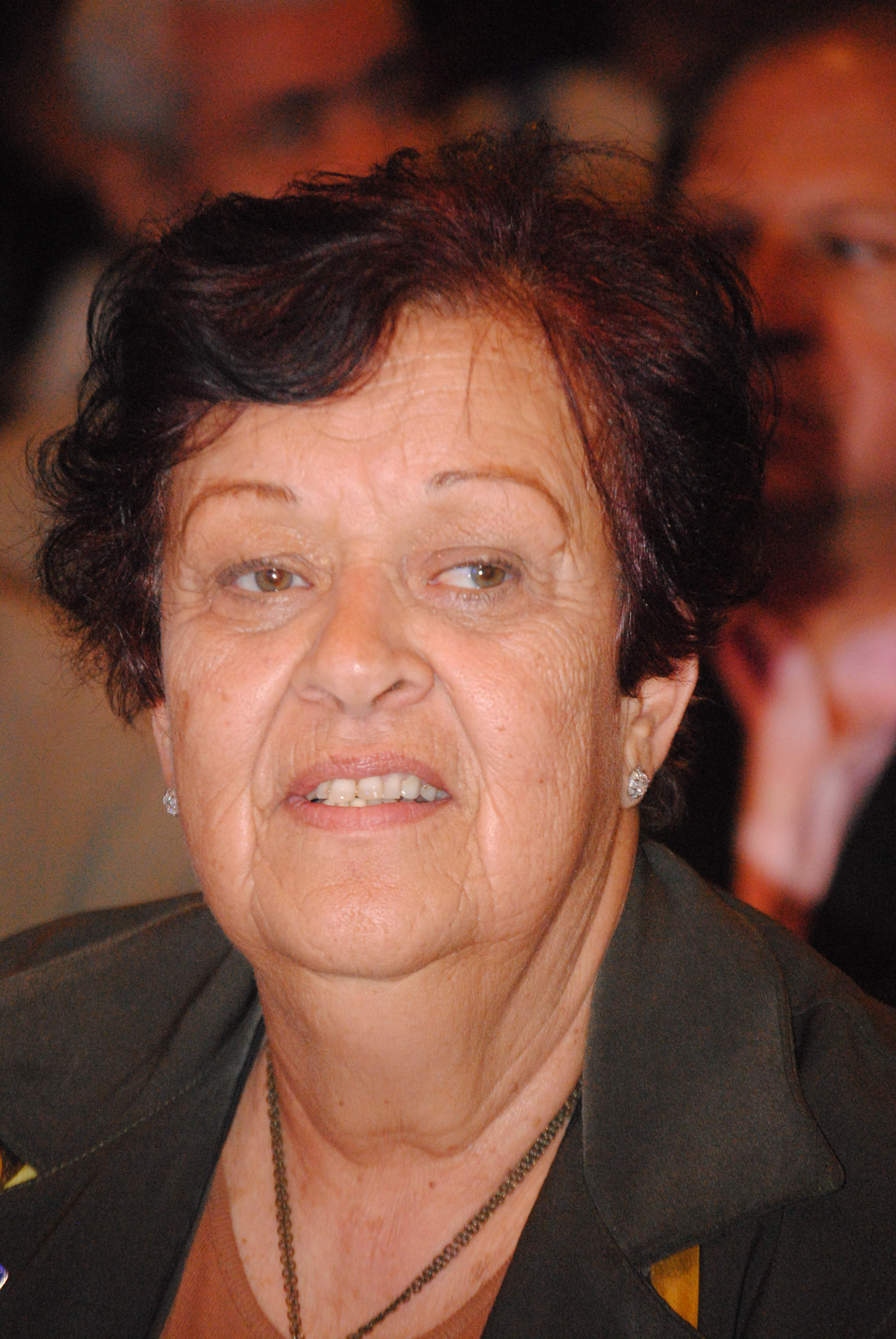
Salma Baccar

Salma Baccar  (arabisch سلمى بكار, DMG Salmā Bakkār; geboren am 15. Dezember 1945 in Tunis) ist eine tunesische Filmregisseurin, Produzentin und Politikerin.

## Leben
Baccar studierte von 1966 bis 1968 Psychologie in Lausanne. Im Anschluss studierte sie in Paris Film am Institut français du cinéma. Danach arbeitete sie für das tunesische Fernsehen als Regieassistentin.
Bereits 1966 drehte sie ihren ersten Kurzfilm L'Eveil gemeinsam mit anderen Frauen im Amateur-Filmklub von Hammam-Lif. Der Film handelte von der tunesischen Frauenbewegung. Fatma 75 war 1975 der erste tunesische Langfilm unter der Regie einer Frau und der Film wurde vom tunesischen Informationsministerium aufgrund zahlreicher provokanter feministischer Szenen für einige Jahre verboten. Der nächste Langfilm, den sie drehen kannte, entstand erst 1994 mit Habiba M'sika, eine Biografie der Sängerin und Tänzerin Marguerite Habiba Msika. Gemeinsam mit anderen Regisseurinnen unterhält sie die Produktionsfirma Intermedia Productions.
Baccar war eine wichtige Figur der tunesischen Frauenbewegung und kam so nach und nach auch in die Politik. Sie wurde Mitglied der sozialistischen Partei El-Massar. Nach dem Arabischen Frühling wurde sie im Oktober 2011 als Mitglied von El-Massar, später Teil des linken Bündnisses Demokratisch-Modernistischer Pol, ins tunesische Parlament gewählt. Sie wurde 2014 zur Obfrau des Demokratisch-Modernistischen Pols und war damit die erste Frau, die einem parlamentarischen Bündnis in Tunesien vorstand.

## Auszeichnungen
- 2006: Prix du cinéma anlässlich des Journée nationale de la culture
- 2015: Ordre de la République

## Filmografie
- 1966: L'Eveil
- 1976: Fatma 75
- 1985: De la toison au fil d'or
- 1994: Habiba M’sika
- 2006: Knochkhach
- 2017: El Jaida